# Phil Masinga
Philemon Raoul "Phil" Masinga (Klerksdorp, 28 de junho de 1969 – Joanesburgo, 13 de janeiro de 2019) foi um futebolista sul-africano que atuou como atacante.

## Clubes
Defendeu o Jomo Cosmos, Mamelodi Sundowns, Leeds United, FC St. Gallen, Salernitana, Bari e Al-Wahda.

## Seleção
Integrou a Seleção Sul-Africana de Futebol na Copa das Confederações de 1997 na Arábia Saudita e na Copa do Mundo FIFA de 1998.

## Morte
Masinga faleceu em 13 de janeiro de 2019 aos 49 anos de idade, após longa batalha contra um câncer.

## Títulos
África do Sul
- Campeonato Africano das Nações: 1996